# Pratt & Whitney Canada JT15D

El Pratt & Whitney Canada JT15D és un petit turboventilador dissenyat i fabricat per Pratt & Whitney Canada. Va ser introduït el 1971 amb un empenyiment d'uns 10 kN i s'ha desenvolupat en versions de fins a 14 kN. S'ha utilitzat per a propulsar avions de reacció lleugers, especialment avions executius com el Hawker 400 o el Cessna Citation II.

## Aplicacions
- Aérospatiale Corvette
- Alenia Aermacchi M-311
- Boeing Bird of Prey
- Beechcraft Beechjet 400
- Cessna Citation I
- Cessna Citation II
- Cessna Citation V/Ultra
- Hawker 400
- Honda MH02
- Mitsubishi MU-300 Diamond
- Northrop Grumman X-47A Pegasus
- Raytheon T-1 Jayhawk
- Rockwell Ranger 2000
- Scaled Composites 401

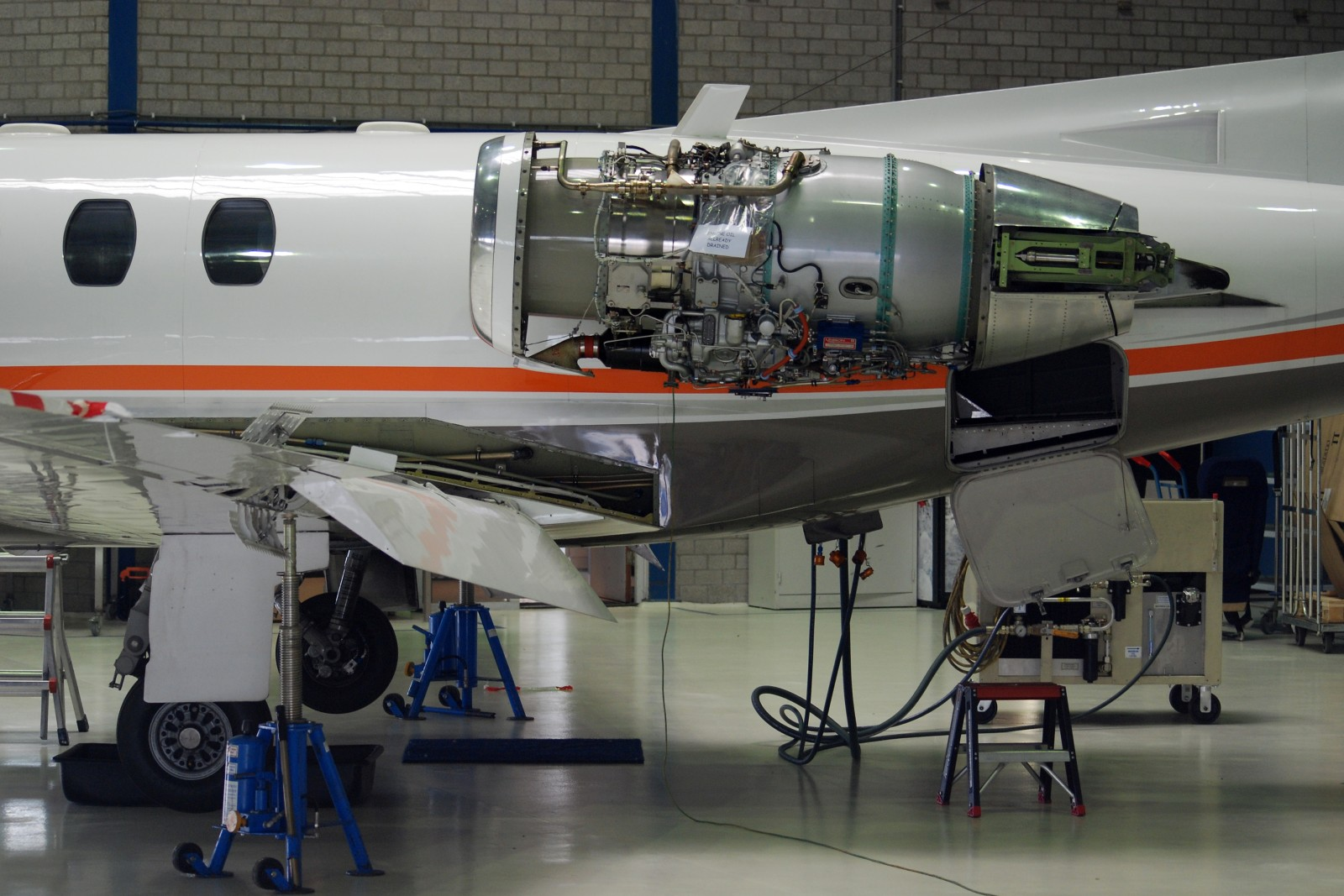
Motor instal·lat en un Cessna Citation

- SIAI Marchetti S.211/Aermacchi S-211
- Sport Jet II

## Especificacions
| Versió   | Empenyiment enlairament (kN) | Empenyiment constant (kN) | Longitud (mm) | Diàmetre ventilador(mm) | Diàmetre màxim(mm) | Pes sec (kg) | Relació derivació |
| -------- | ---------------------------- | ------------------------- | ------------- | ----------------------- | ------------------ | ------------ | ----------------- |
| JT15D-1  | 9,8                          | 9,3                       | 1.506         |                         | 691                | 223,5        | 3,3               |
| JT15D-4  | 11,12                        | 10,56                     | 1.600         |                         | 686                | 253          | 2,6               |
| JT15D-4C | 11,12                        | 10,56                     | 1.600         |                         | 686                | 261          | 2,6               |
| JT15D-5  | 12,92                        |                           | 1.600         |                         |                    | 287          | 2                 |
| JT15D-5A | 12,92                        |                           | 1.600         |                         |                    | 287          | 2                 |
| JT15D-5B | 12,92                        |                           | 1.600         |                         |                    | 292          | 2                 |
| JT15D-5C | 14,21                        |                           | 1.600         |                         |                    | 302          | 2                 |
| JT15D-5D | 13,56                        |                           | 1.531         | 520                     |                    | 292,6        | 3,3               |
| JT15D-5F | 12,92                        |                           | 1.600         |                         |                    | 288          | 2                 |